# Margarida Esplugues
Margarida Esplugues (Artà, ? - Palma, 1738) va ser una terciària franciscana que va escriure tractats de filosofia i teologia, així com poesia, res publicat.
Va escriure moltes composicions tal com va deixar escrit l'eclesiàstic Baltasar Calafat. Entre les seves poesies n'hi ha una dedicada al baró de Banyalbufar i una altra que es diu Descripció de Banyalbufar i elogis de sos vins feta el 1731. Un altre eclesiàstic indicà que escrigué un aplec de diverses poesies.